# Leek Wootton
Leek Wootton är en by i civil parish Leek Wootton and Guy's Cliffe, i distriktet Warwick, i grevskapet Warwickshire i England. Byn är belägen 4 km från Warwick. Leek Wootton var en civil parish fram till 1986 när blev den en del av Leek Wootton and Guy's Cliffe. Civil parish hade 671 invånare år 1961.